# Madonna i Dzieciątko z czyżykiem
Madonna i Dzieciątko z czyżykiem (niem. Madonna mit dem Zeisig) – obraz Albrechta Dürera, namalowany w 1506 roku.

## Proweniencja
Wiadomo iż w drugiej połowie XVI wieku obraz był w Norymberdze, rodzinnym mieście artysty; w roku 1600, należał do cesarza Rudolfa II. W latach 60. XIX wieku należał do markiza Lothiana z Edynburga, od którego zakupiła go w 1893 r. dyrekcja muzeum w Berlinie. Obecnie znajduje się w Galerii Malarstwa (część Muzeów Państwowych) w Berlinie.

## Opis obrazu
Maryja odziana jest w czerwoną suknię przysłoniętą błękitnym płaszczem. Prawą rękę opiera na zamkniętej księdze Starego Testamentu, który prorokuje przyjście Jezusa. Dzieciątko Jezus siedzące na kolanach Marii, na karmazynowej poduszce, ukazane jest w dynamicznym, dziecięcym ruchu. Na lewym ramieniu siedzi tytułowy czyżyk. W prawej dłoni Dzieciątko ma sosułkę, którą lekko wymachuje. (Sosułka woreczek wypełniony ziarnami maku, pełniący funkcję podobną jak współczesny smoczek.) Lewą dłonią delikatnie podtrzymuje rozpiętą, utrzymaną w jasnych błękitnych tonacjach barwnych koszulkę. Dzieciątko uśmiecha się do małego świętego Jana Chrzciciela i aniołka, który mu towarzyszy, znajdujących się po jego lewej stronie. Jan Chrzciciel zwraca się do Dzieciątka, natomiast Marii wręcza bukiet z konwaliami majowymi. Anioł zaś kieruje swój wzrok w stronę Jana, a Jan przyjmuje drewniany krzyż. Maria zasiada na tronie przed jednolitą czerwoną kurtyną tworzącą oś kompozycji. Po bokach widoczny jest rozległy krajobraz utrzymany w jasnym kolorycie.
W rysunkowym szkicu do obrazu Dürer ukazał Chrystusa, gdy podnosi lewą ręką drewniany krzyż-pastorał, a prawą wymachuje sosułką (uważaną za symbol snu i śmierci). Artysta nie zrezygnował ze znaku Męki Pańskiej, wątek ten został przedstawiony w sposób bardziej wysublimowany, krzyż podtrzymuje anioł, zauważony jest zarówno przez Chrystusa jak Jana Chrzciela. Artyście zależało na ukazaniu dziecinnego wyrazu i punktu widzenia Jezusa, stąd też Albrecht Dürer wprowadził wątki rodzajowe zamiast alegorycznych. Zasiadający na lewym ramieniu Dzieciątka czyżyk, spoglądający w Jego stronę, jest aluzją do koronacji cierniem, która nastąpi przed męczeńską śmiercią Zbawiciela.
W rozpościerającym się w głębi krajobrazie wyróżniają się dwa akcenty – ruiny budowli po oraz wysokie drzewo. Ruiny symbolizują upadek Starego Przymierza. Ponadto jest to symboliczne ukazanie ruin pałacu Dawidowego, wedle tradycji nieopodal znajdowała się stajenka, gdzie miało mieć miejsce Narodzenie Pańskie. Drzewo zaś jest znakiem ponownego życia i Nowego Przymierza. Dwa cherubiny koronujące Maryję ozdobnym wieńcem z gałęzi winnej latorośli i róż o dwóch kolorach; białej i czerwonej. Kolory tych kwiatów symbolizują odpowiednio radości i boleści Marii. Kwiat konwalii jest symbolem niepokalanego poczęcia Marii oraz Wcielenia Chrystusa.
W liście napisanym w Wenecji 23 września 1506 r., zaadresowanym do Willibalda Pirckheimera, w którym Dürer wspomniał o ukończeniu Święta Różańcowego (Galeria Narodowa w Pradze), artysta napisał o drugim także ukończonym dziele. Zważając na styl, który preferował wówczas Dürer, badacze uważają, iż tym obrazem jest Madonna i Dzieciątko z czyżykiem, który artysta przyniósł do domu w Norymberdze.
Dzieło jest stylistyczną kontynuacją namalowanego wcześniej Święta Różańcowego, łączy cechy typowe dla gotyckiego malarstwa z formami nowożytnymi. Jest świadectwem znajomości form i treści charakterystycznych dla wczesnorenesansowego malarstwa weneckiego. Jest też motyw charakterystyczny dla renesansowego malarstwa Florencji, a rzadziej preferowany wówczas w Wenecji – obecność świętego Jana Chrzciciela.
Głównym osiągnięciem Dürera w tym obrazie jest trafne połączenie wyszukanej formy i głębokiej treści. Każda z postaci wyraża swoje własne emocje, ale wszyscy razem tworzą silną więź. Co więcej, artyście zależało, by wpisać w tę relację odbiorców obrazu, co potwierdza gest Marii. Niestety, zły stan, w jakim zachowany jest obraz, w dużym stopniu zakłóca wrażenie ogólnej harmonii, która charakteryzuje to dzieło.